# MetOp-SG
MetOp-SG (MetOp seconde génération) est une famille de satellites météorologiques placés en orbite polaire héliosynchrone et développés conjointement par l'Agence spatiale européenne (ESA) et EUMETSAT qui doivent prendre la suite à compter de 2023 des satellites MetOp. Ces satellites de plus de 4 tonnes circulant sur une orbite polaire doivent emporter plusieurs instruments fournissant des données opérationnelles pour les services météorologiques, la surveillance du climat. Deux types de satellite doivent être construits par la société EADS Astrium Satellites et doivent être placés en orbite à compter de 2023.

## Contexte
L'Organisation européenne pour l'exploitation des satellites météorologiques (EUMETSAT) dispose en 2017 de trois satellites météorologiques MetOp placés en orbite polaire lancés en 2006, 2012 et 2016. Ces satellites fournissent de manière continue des données utilisées pour les prévisions météorologiques à moyen et long terme et la surveillance du climat jusqu'en 2022. Ces satellites comme les satellites météorologiques en orbite géostationnaire sont conçus et gérés par l'Agence spatiale européenne tandis que l'EUMETSAT est chargé de l'exploitation des données recueillies. Ces deux organisations décident en 2011 de développer une nouvelle génération de satellites polaires destinés à remplacer les MetOp. Contrairement à la première génération constituée de satellites identiques,  la couverture spatiale sera assurée à partir de 2023 par deux satellites différents (A et B) car emportant deux séries d'instruments effectuant des mesures complémentaires. Le projet est approuvé par le conseil de l'EUMETSAT en 2012 et le développement des satellites est lancé le 20 mai 2014 au cours du Salon aéronautique international de Berlin. Les satellites de type A doivent être construits par l'établissement de Toulouse en France de la société Airbus Defence and Space tandis que les satellites de type B le seront par le site de Friedrichshafen en Allemagne. En octobre de la même année un contrat prévoyant la construction de 3 paires de satellites A/B est signé.

## Objectifs
L'ensemble des satellites MetOp-SG constitue l'EPS-SG (Eumetsat Polar System - Second Generation) qui représente  la contribution européenne au Joint Polar System (JPS) formé avec les satellites météorologiques américains de la NOAA placés en orbite polaire. Les satellites météorologiques actuellement en orbite polaire européens (EUMETSAT : MetOp) et américains (NOAA) comptent pour 45% dans la réduction des erreurs de prévision à 1 jour des modèles de prévision numérique du temps. Ce rôle central découle de leur couverture globale de la surface et de la grande variété d'instruments embarqués. Les imageurs infrarouge et micro-ondes emportés par ces satellites jouent par ailleurs un rôle central dans les prévisions à très court terme des phénomènes météorologiques violents se déroulant aux latitudes élevées. Ces rôles sont repris par la nouvelle génération de satellite qui devrait être utilisée durant environ 20 ans (de 2023 à 2040).

## Caractéristiques techniques
Les satellites ont une masse d'environ 4 tonnes sont de deux types. Ils diffèrent à la fois par les instruments embarqués et par les caractéristiques de leur plateforme.

### Type A

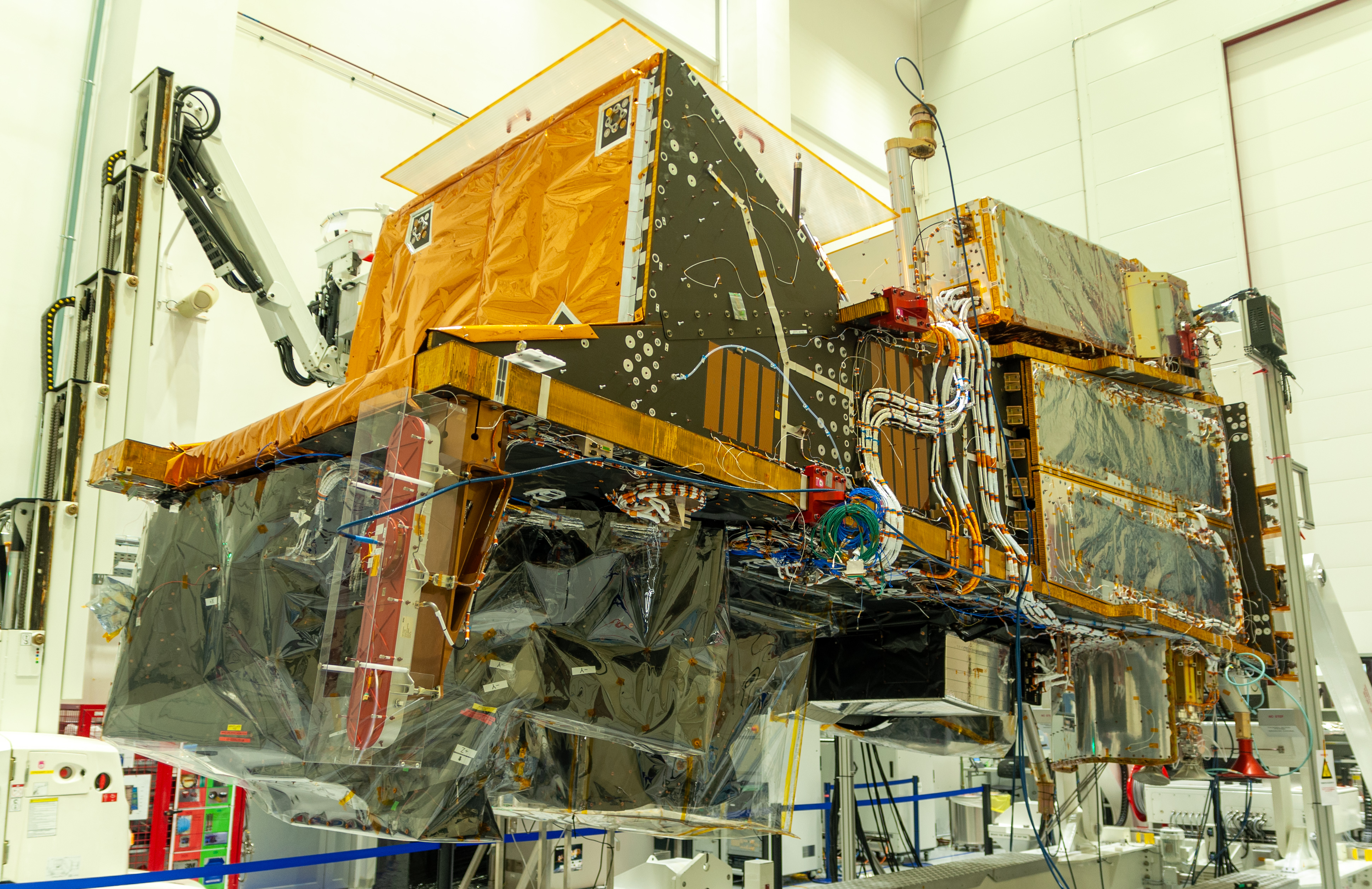
Premier exemplaire de MetOp-SG A.

Le type A fournit des images, embarque des sondeurs infrarouge et micro-ondes, un instrument permettant de cartographier les aérosols ainsi que le spectromètre Sentinel-5. Il embarque les instruments METimage, IASI-NG, MWS, Sentinel-5, 3MI et RO.
Le type A a une masse de 4,4 tonnes et il emporte 684 kilogrammes d'ergols qui fournissent un delta-V de 325,8 m/s. 68% des ergols sont réservés à la désorbitation. Ses dimensions lorsqu'il est stocké sous la coiffe du lanceur sont 6,5 (+0,55) x 2,97 x 3,46 m. Le satellite est stabilisé 3 axes avec ses instruments pointés en permanence vers le sol. L'énergie est produite par des panneaux solaires qui doivent permettre de satisfaire une consommation moyenne de 3,29 kilowatts. Le contrôle d'attitude utilise 5 roues de réaction. Le satellite dispose d'une mémoire de masse d'une capacité de 745 gigabits correspondant aux données collectées après 1,5 orbites. Les données sont transmises vers le sol (liaison descendante) en bande Ka avec un débit de 781 mégabits par seconde (2 canaux) et en bande X avec un débit de 80 mégabits par seconde. Le volume moyen de données transmises est de 65 mégabits par seconde sur la face éclairée et de 27 mégabits par seconde sur la face nocturne. La durée de vie nominale est de 7,5 ans (9,5 ans si étendue).

### Type B

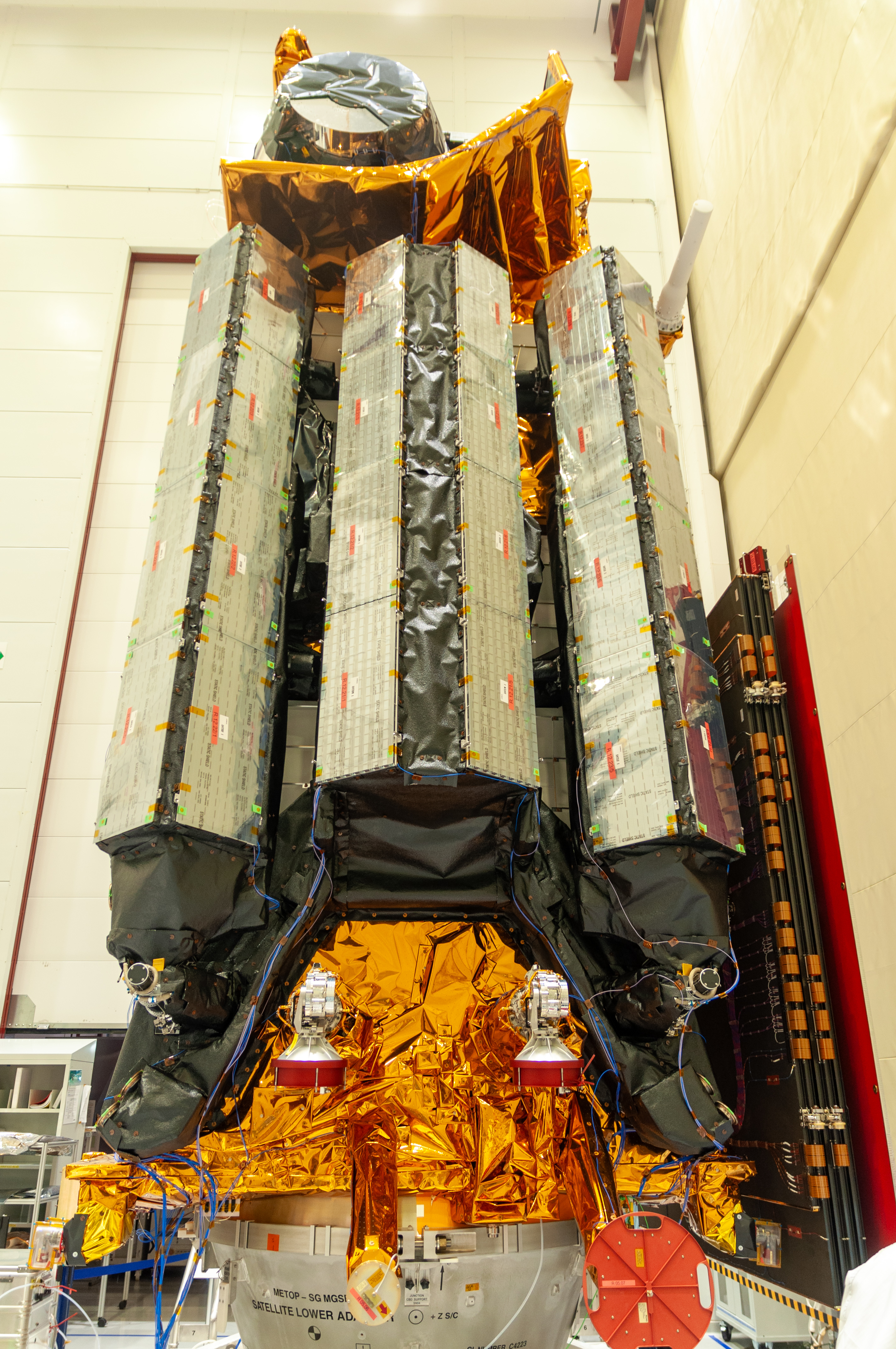
Premier exemplaire de MetOp-SG B.

Le type B fournit des images micro-ondes et millimétriques, emporte un diffusiomètre et héberge un système ARGOS. Il embarque les instruments SCA, MWI, ICI, RO et Argos-4.
Le type B une masse de 4,18 tonnes et il emporte 659 kilogrammes d'ergols qui fournissent un delta-V de 325,8 m/s. 68% des ergols sont réservés à la désorbitation. Ses dimensions lorsqu'il est stocké sous la coiffe du lanceur sont 6,1 (+0,55) x 2,91 x 3,43 m. Le satellite est stabilisé 3 axes avec ses instruments pointés en permanence vers le sol. L'énergie est produite par des panneaux solaires qui doivent permettre de satisfaire une consommation moyenne de 2,4 kilowatts. Le contrôle d'attitude utilise 6 roues de réaction. Le satellite dispose d'une mémoire de masse d'une capacité de 745 gigabits correspondant aux données collectées après 1,5 orbites. Les données sont transmises vers le sol (liaison descendante) en bande Ka avec un débit de 390,5 mégabits par seconde (1 canal) et en bande X avec un débit de 80 mégabits par seconde. Le volume moyen de données transmises est de 19 mégabits par seconde. La durée de vie nominale est de 7,5 ans (9,5 ans si étendue).

### Charge utile
Les satellites METOP embarquent 10 types d'instruments dont 6 sont mis au point dans le cadre du programme et 4 sont fournis ou développés dans le cadre d'autres programmes :
- IASI-NG (Infrared Atmospheric Sounding Interferometer–New Generation) : Interféromètre atmosphérique de sondage dans l'infrarouge fourni par le CNES. Il fournit des profils de température et d'humidité de l'atmosphère et contrôle les quantités d'ozone et de gaz à l'état de trace.
- METimage (Meteorological Imager), : imageur visible et infrarouge développé par la Agence spatiale allemande. Il fournit des informations sur les nuages, la couverture nuageuse, les caractéristiques de la surface, la température au sol, de la glace et des eaux de surface, ...
- MWS (MicroWave Sounder) : sondeur hyperfréquences. Il fournit des profils de température et d'humidité de l'atmosphère.
- RO (Radio Occultation sounder) : sondeur par occultation radio. Il fournit des profils de température et d'humidité de l'atmosphère ainsi que des données sur l'ionosphère.
- 3MI (Multi-viewing, Multi-channel, Multi-polarization Imager) : fournit des informations sur les aérosols présents dans l'atmosphère.
- Sentinel-5 / UVNS : spectromètre imageur ultraviolet/visible/infrarouge proche déterminant les gaz présents à l'état de trace dans l'atmosphère terrestre avec une résolution spatiale moyenne. Cet instrument est développé dans le cadre du programme Copernicus.
- SCA (SCAtterometer) : diffusiomètre qui mesure les vents en surface et l'humidité du sol.
- MWI (MicroWave Imager) : imageur micro-ondes à différentes longueurs d'onde, permettant de mesurer les précipitations ainsi que la surface des glaces.
- ICI (Ice Cloud Imager) : mesure la glace présente dans les nuages.
- DCS (Data Collection System) Argos-4 fourni par le CNES. Recueille et retransmet aux stations au sol les données envoyées par les balises Argos.

## Galerie

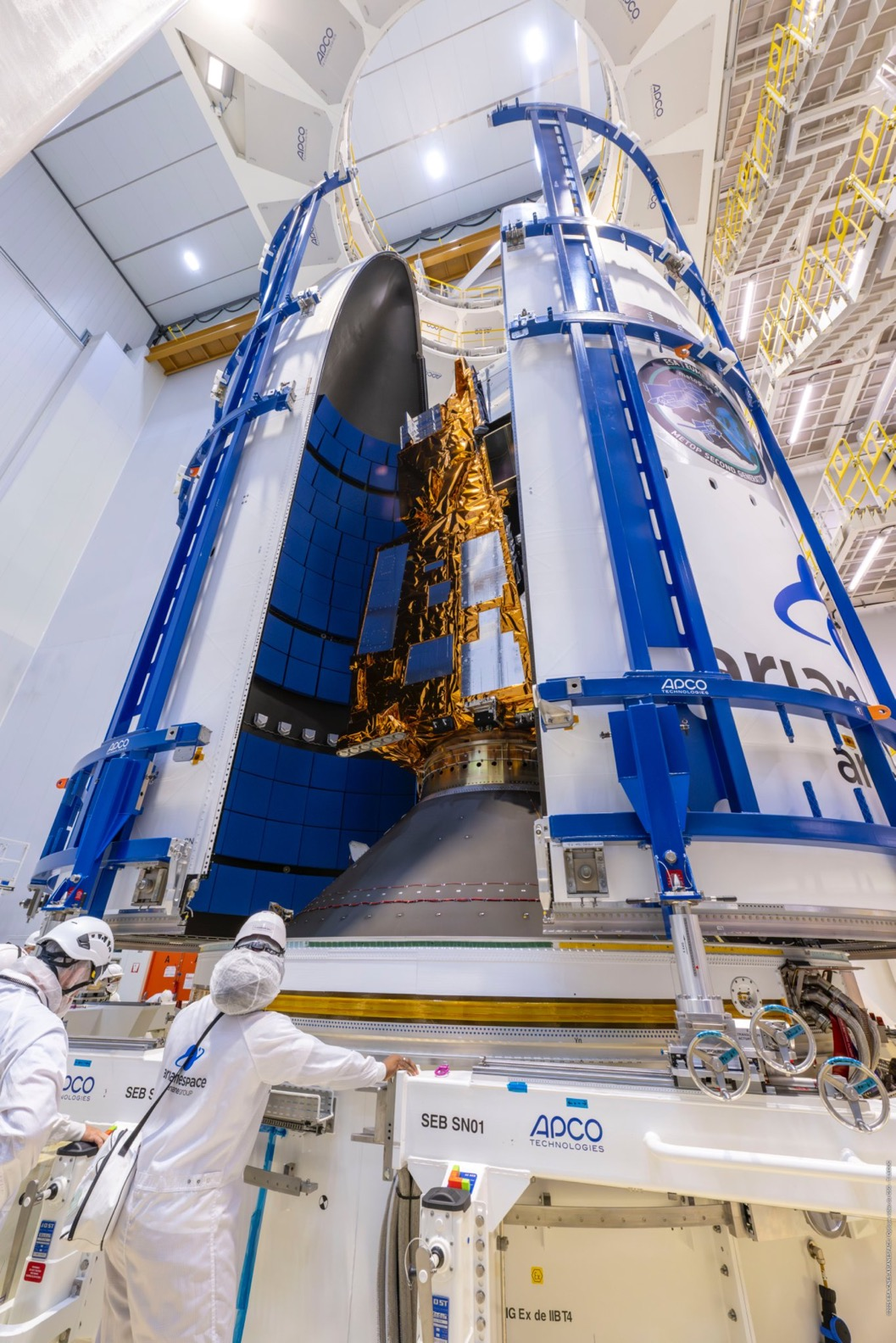
MetOp-SG A1 en cours de scellage à Kourou dans le cadre de son lancement

## Déploiement
| Date et heure lancement (UTC), | Désignation | Lanceur   | Masse   | Instruments                                 | Identifiant COSPAR | Statut | Notes |
| ------------------------------ | ----------- | --------- | ------- | ------------------------------------------- | ------------------ | ------ | ----- |
| 13 août 2025, 0 h 37           | Metop-SG A1 | Ariane 62 | 4040 kg | METimage, IASI-NG, MWS, Sentinel-5, 3MI, RO |                    | Prévu  |       |
| Janvier-mars 2026              | Metop-SG B1 | Ariane 62 | 4110 kg | SCA, MWI, ICI, RO, ARGOS-4                  |                    | Prévu  |       |
| Avril-juin 2032                | Metop-SG A2 |           |         | METimage, IASI-NG, MWS, Sentinel-5, 3MI, RO |                    | Prévu  |       |
| Janvier-mars 2033              | Metop-SG B2 |           |         | METimage, SCA, MWI, ICI, RO, ARGOS-4        |                    | Prévu  |       |
| 2039                           | Metop-SG A3 |           |         | METimage, IASI-NG, MWS, Sentinel-5, 3MI, RO |                    | Prévu  |       |
| 2040                           | Metop-SG B3 |           |         | METimage, SCA, MWI, ICI, RO                 |                    | Prévu  |       |

### Sources
- (en) « MetOp-SG », sur eoPortal, Agence spatiale européenne (consulté le 25 septembre 2022)